# Bisbat de Curlàndia

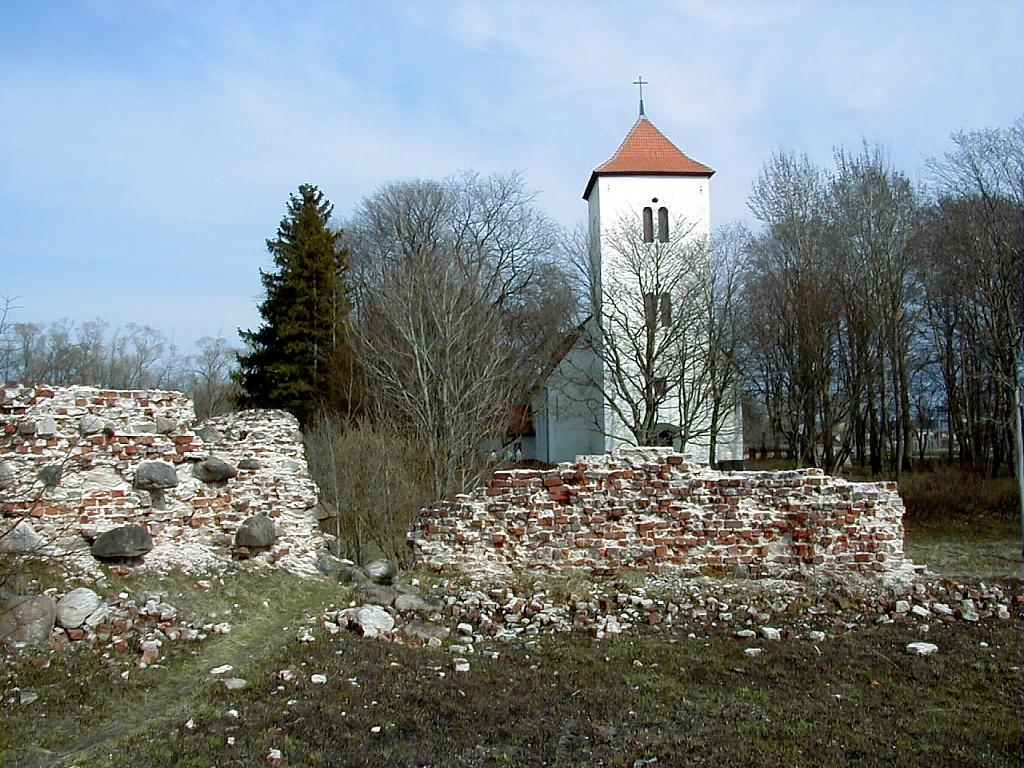
Runes del castell episcopal de Piltene.

La diòcesi de Curlàndia (letó: Kurzemes bīskapija, llatí: Dioecesis Curoniensis) és una seu suprimida de l'Església catòlica a Estònia.

## Territori
La diòcesi s'estenia a la regió occidental de l'actual Letònia, a la riba del mar Bàltic.
La seu episcopal era la ciutat de Pliterne.

## Història
La diòcesi va ser erigida durant la primera meitat del segle xiii quan el rei dels Curonians, Lammechinus, es convertí al cristianisme. A partir del 1242, la terra de Curlàndia passà sota el control directe dels Cavallers Portaespases i la regió passà a formar part de la Confederació de Livònia.
La diòcesi de Curlàndia, formada per tres enclavaments de dita Confederació, era sufragània de l'arxidiòcesi de Riga.
El darrer bisbe en comunió amb la Santa Seu va ser Johann von Münchausen, qui es va fer luterà i morí el 6 de març de 1560.
Contextualment, després de la guerra de Livònia (1558-1582), la Confederació de Livònia deixà d'existir i el bisbat de Curlàndia, per un cert període, va ser cedit als reis danesos, fins que, al voltant de 1585, passà a formar part de la Confederació de Polònia i Lituània, que instituí una nova diòcesi, la de Wenden. Un segle després, el 15 de gener de 1685 la diòcesi de Curlàndia (Piltensis seu Curonensis), evidentment vacant des de feia temps, va ser unida aeque principaliter a la diòcesi de Wenden.

## Cronologia episcopal
- Hermann † (1219 - 1223 mort)
- Engelbert † (1227 - 9 de setembre de 1245 mort)
- Heinrich von Lützelburg, O.F.M. † (1251 - 13 de febrer de 1263 nomenat bisbe de Chiemsee)
- Edmund von Werth, O.T. † (5 de març de 1263 - ?)
- Johann I †
- Burkhard † (1300 - 1310 mort)
- Paul † (5 de març de 1322 - ?)
- Johann II † (1326 - ?)
- Bernhard † (1330 - vers 1332 mort)
- Johann III † (1332 - vers 1353 mort)
- Ludolf † (14 de març de 1354 - vers 1359 mort)
- Jakob † (25 de gener de 1360 - 1370 o 1371 mort)
- Otto † (9 de juny de 1371 - 1392 mort)
- Rutger von Bruggenowe † (2 de juny de 1399 - 1403 mort)
- Gottschalk Schutte † (12 de gener de 1405 - 25 d'octubre de 1424 mort)
- Johann Tiergart, O.T. † (19 de gener de 1425 - 1456 mort)
- Paul Einwald von Walteris † (20 de juny de 1457 - de gener de 1473 renuncià)
- Martin Lewitz † (9 de juliol de 1473 - 31 de gener de 1500 mort)
- Michael Sculteti † (4 de maig de 1500 - 4 de novembre de 1500 mort)
- Heinrich Basedow † (12 de febrer de 1501 - 1524 mort)
- Hermann Ronneberg † (2 de març de 1524 - 1537 mort)
- Johann von Münchausen † (16 de juliol de 1540 - 6 de març de 1560 mort)